# Ctenichneumon caeruleops
Ctenichneumon caeruleops är en stekelart som beskrevs av Heinrich 1961. Ctenichneumon caeruleops ingår i släktet Ctenichneumon och familjen brokparasitsteklar. Inga underarter finns listade i Catalogue of Life.